# Anemia cipoensis
Anemia cipoensis är en ormbunkeart som beskrevs av Sehnem. Anemia cipoensis ingår i släktet Anemia och familjen Anemiaceae. Inga underarter finns listade.